# Andreas Franz
Andreas "Resi" Franz (27 de juny de 1897 - 2 de maig de 1970) fou un futbolista alemany de la dècada de 1920 i entrenador.
Fou 10 cops internacional amb la selecció alemanya. Pel que fa a clubs, defensà els colors de SpVgg Fürth.